# Albert Namatjira
Albert Namatjira, alla nascita Elea Namatjira (Hermannsburg, 28 luglio 1902 – Alice Springs, 8 agosto 1959), è stato un pittore australiano appartenente al popolo indigeno australiano degli Arrernte Occidentali, dell'area dei monti MacDonnell occidentali..
Sebbene all'inizio della sua carriera egli avesse dipinto una gran varietà di soggetti, è meglio noto per i suoi acquerelli dei paesaggi desertici dell'outback australiano, il cui stile è stato successivamente molto imitato dagli artisti della Scuola di Hermannsburg.
Il lavoro di Namatjira è il frutto della sua vita e delle sue esperienze, ma lo stile pittorico adottato si discosta molto da quello simbolico degli indigeni australiani e i suoi soggetti sono ricchi di particolari.
Namatjira è stato il primo indigeno del Territorio del Nord a ricevere la piena cittadinanza australiana, senza più quelle restrizioni che caratterizzano la legislazione riguardante il suo popolo. Morì per un infarto.